# Abbaretz
Abbaretz is een gemeente in Frankrijk in het departement Loire-Atlantique in de regio Pays de la Loire, gelegen op 40 km ten noorden van Nantes. Abbaretz telde op 1 januari 2022 2.052 inwoners.
De naam Abbaretz komt uit het Bretons. De plaats kent een lange geschiedenis. Zo werden er bij opgravingen enkele Keltische muntstukken en juwelen gevonden.

## Geografie
De oppervlakte van Abbaretz bedroeg op 1 januari 2022 61,76 vierkante kilometer; de bevolkingsdichtheid was toen 33,2 inwoners per km².

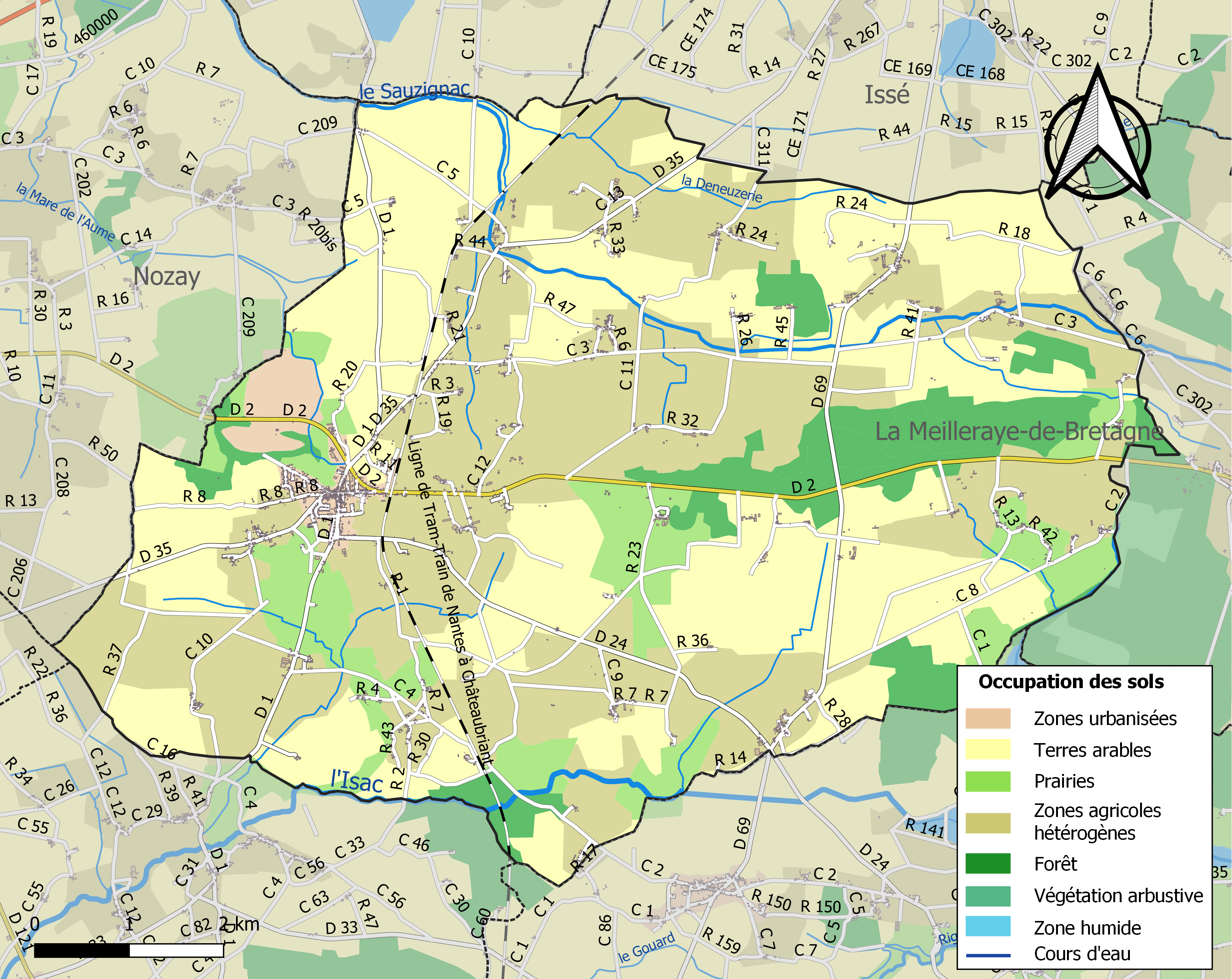
Kaart van de gemeente met de belangrijkste infrastructuur, bodemgebruik en omliggende gemeenten

## Demografie
Onderstaande figuur toont het verloop van het inwonertal (bron: INSEE-tellingen).